# Európai szabadalmi egyezmény
Az Európai Szabadalmi Egyezmény (magyar rövidítése: ESZE; angolul European Patent Convention, rövidítve: EPC)  1973-ban létrejött egyezmény, amely egységesíti a szabadalmazhatósági feltételekre vonatkozó anyagi jogi szabályokat, és lehetővé teszi, hogy egyetlen hivatal (az Európai Szabadalmi Hivatal) döntsön a szabadalom engedélyezéséről. Magyarország 2003. január 1-je óta tagja.

## Tagjai
Tagja az Európai Unió valamennyi tagállama, valamint Albánia, Egyesült Királyság, Észak-Macedónia,  Izland, Liechtenstein, Monaco, Montenegró, Norvégia, San Marino, Szerbia, Svájc és Törökország. Magyarország 2003. január 1-je óta az ESZE tagja.

## Története
Az európai szabadalmak megadásáról szóló Müncheni Egyezményt, vagyis az Európai Szabadalmi Egyezményt (ESZE) 1973. október 5-én írták alá Münchenben. Az Egyezmény 1977-ben – a Benelux államok, az Egyesült Királyság, Franciaország, Németország és Svájc részvételével – lépett hatályba. Az ESZE egyezménnyel létrehozott Európai Szabadalmi Hivatal 1978. június 1-jén fogadta az első európai szabadalmi bejelentéseket. 2002 elején az Egyezménynek már 20 ország volt a részese: az Európai Unió valamennyi akkori tagállama, valamint Ciprus, Liechtenstein, Monaco, Svájc és Törökország. Ezenkívül 6 ország – Albánia, Lettország, Litvánia, Macedónia, Románia, Szlovénia – elfogadta az európai szabadalmak hatályának a területükre való kiterjesztését, anélkül, hogy bármelyikük az Egyezmény részesévé vált volna. Az Egyezmény szerződő államainak köre jelentősen bővült, miután Magyarországgal együtt tíz közép- és kelet-európai, illetve balti ország kapott felkérést a csatlakozásra (2002. július 1-jével Bulgária, a Cseh Köztársaság, Észtország és Szlovákia csatlakozott is az ESZE-hez; ezáltal a Szervezet tagállamainak száma 24-re emelkedett). Magyarország csatlakozása 2003. január 1-jétől hatályos.
Az ESZE alapján 2000-ben több mint 140 000, 2001-ben pedig körülbelül 160 000 európai szabadalmi bejelentést tettek; 2000-ben közel 28 000, 2001-ben pedig mintegy 35 000 európai szabadalmat adtak meg. Az Egyezmény hatálybalépése óta közzétett európai szabadalmi bejelentések száma 2000-ben haladta meg az egymilliót, a megadott európai szabadalmak száma pedig már 1992-ben elérte a 200 000-et.
Az Egyezmény felülvizsgálatára először 1991-ben került sor. Ekkor módosították az európai szabadalmak oltalmi idejét egységesen szabályozó 63. cikkét, ezáltal módot adva egyes termékek kiegészítő oltalmának bevezetésére.
Az ESZE átfogó reformjára  2000-ben került sor: ez év november 29-én Münchenben fogadta el az e célból összehívott diplomácia értekezlet a felülvizsgált szöveget (ESZE 2000), amely 2007. december 13-án lépett hatályba. Az új szöveget Magyarországon a 2007. évi CXXX. törvény hirdette ki.

## Az Egyezmény viszonya a PUE-hez és a  PCT-hez
Az Egyezmény a Párizsi Uniós Egyezmény 19. cikkének értelmében vett külön megállapodás. A Szabadalmi Együttműködési Szerződés (PCT) 45. cikkének 1. bekezdése értelmében regionális szabadalmi szerződésnek minősül. Az ESZE szabályainak a Párizsi Uniós Egyezmény és a PCT rendelkezéseivel összhangban kell állniuk, és így az Egyezmény harmonikusan illeszkedik ezekhez az alapvető nemzetközi instrumentumokhoz.